# Соларна лонгитуда
Соларна лонгитуда представља угао који заклапају Земља и γ тачка (тачка пролећне равнодневнице), са Сунцем као теменом угла. С обзиром на то да путања Земље око Сунца није круг већ елипса, према другом Кеплеровом закону Земља се креће различитом брзином на различитим деловима своје орбите. Због тога је соларна лонгитуда прецизнији податак о положају Земље него што је то датум. Мада постоје програми за прерачунавање датума у соларну лонгитуду и обрнуто, соларна лонгитуда се по правилу даје таблично.
Соларна лонгитуда се на исти начин дефинише и за друга тела у сунчевом систему (угао између посматрајног тела и γ-тачке, са Сунцем у темену). Најчешће се користи за податке о Марсу, јер марсовски дани и године нису исте дужине као земаљски.